# Leça Futebol Clube
El Leça Futebol Clube és un club de futbol portuguès de la ciutat de Leça da Palmeira, Matosinhos.

## Història
Va ser fundat el 1912. Va jugar tres temporades a primera divisió entre 1995 i 1998, quan fou descendit per actes de corrupció.

## Palmarès
- Segona divisió portuguesa de futbol: 
  - 1940-41, 1994-95
- Tercera divisió portuguesa de futbol: 
  - 2006-07